# France Guy
Pour les articles homonymes, voir Guy.
France Guy (née Alice Marie Jeanne Leray le 20 mars 1916 à Redon et morte le 5 octobre 1954 à Cambo-les-Bains) est une femme de théâtre, comédienne, metteur en scène, puis directrice de théâtre, ayant participé au renouveau du théâtre après la Libération.

## Biographie

### Enfance et formation
Elle naît le 20 mars 1916 à Redon.

### Rencontre avec Jean-Charles Pichon
Elle se marie avec Jean-Charles Pichon le 22 avril 1941.

### Le théâtre de Poche Montparnasse
Dans les années 1950, France Guy participe à la réouverture du Théâtre de Poche.

### Décès
Elle meurt le 5 octobre 1954 à Cambo-les-Bains.

## Principales pièces de théâtre
Pièces de théâtre jouées, dirigées ou mises en scène par France Guy :
- 1941 : Le Pain des hommes de Jean-Charles Pichon, pièce en 3 actes. Paris, Théâtre des Noctambules. Mise en scène de France Guy, avec notamment France Guy comme actrice[4] ;
- 1948 : Albertina de Bompiani, pièce italienne traduite par Audiberti, Paris, Théâtre de la Huchette. Mise en scène d’André Reybaz, avec notamment France Guy comme actrice[5] ;
- 1951 : La Leçon de Ionesco, en "avant dîner" avant Mort au comptant. Paris, Théâtre de Poche, par la Compagnie France Guy. Mise en scène de Marcel Cuvelier[6] ;